# Granitovo, Vidin
Granitovo (în bulgară Гранитово) este un sat în partea de nord-vest a Bulgariei. Aparține de Obștina Belogradcik, Regiunea Vidin.

## Demografie
Componența etnică a satului Granitovo
     Bulgari (100%)
     Nicio identificare (0%)
     Altele (0%)
La recensământul din 2011, populația satului Granitovo era de 60 locuitori. Din punct de vedere etnic, majoritatea locuitorilor (100,0%) erau bulgari. Pentru 0,0% din locuitori nu este cunoscută apartenența etnică.